# Женская сборная Китая по хоккею с мячом
Женская сборная Китая по хоккею с мячом дебютировала на чемпионате мира 2016 года в Розвилле (Миннесота, США). Уже на следующем чемпионате мира китаянки участвовали в качестве хозяев турнира.

## Статистика выступлений
| год  | группа | итоговое место | матчи | победы | ничьи | поражения | забито | пропущено |
| ---- | ------ | -------------- | ----- | ------ | ----- | --------- | ------ | --------- |
| 2016 |        | 7              | 6     | 0      | 0     | 6         | 0      | 52        |
| 2018 | B      | 6              | 4     | 2      | 0     | 2         | 17     | 17        |

## Состав
Вратари: Чжан Сяовэнь, Дин Сяолинь
Защитники: Сяо Цзиньцю, Цзян На, Цзян На, Ци Синь, Чжао Шувэй.
Нападающие: Гао Жуйсюэ, Дин Сивэнь, Ду Ючэнь, Лю Лу, На Меньюань, Сан Хон, Чжань Хуйжу, Чжао Чжэньчжэнь